# Polystigma
Polystigma és un gènere de fongs de l'ordre dels xilarials (Xylariales), l'únic de la família de les polistigmatàcies (Polystigmataceae).

## Taxonomia
El gènere Polystigma inclou unes 20 espècies:
- Polystigma caulicola E. Müll. i Poelt 1985
- Polystigma apophlaeae Kohlm. 1981
- Polystigma caraganae (Woron.) Vasyag. 1981
- Polystigma bumeliae (Schwein.) Sacc. 1883
- Polystigma adenostomatis Farl. 1905
- Polystigma melastomatum Pat. 1891
- Polystigma haraeanum Sacc. 1912
- Polystigma fulvum Pers. ex DC. 1815
- Polystigma pusillum Syd. i P. Syd. 1904
- Polystigma deformans Syd. 1936
- Polystigma sonneratiae Petr, 1931
- Polystigma orbiculatum (Syd. & P. Syd.) Arx i E. Müll. 195
- Polystigma phyllodii (Cooke i Massee) Arx & E. Müll. 1954
- Polystigma uniloculare I. Hino i Katum. 1958
- Polystigma volkartianum (Rehm) Arx & E. Müll. 1954
- Polystigma eugeniae Anahosur 1970
- Polystigma mahatbaleshwarense (Ananthan.) Ullasa 1971
- Polystigma halimodendri (Murashk.) Kalymb. 1969
- Polystigma indicum (Chona, Munjal i J.N. Kapoor) Munjal & J.N. Kapoor 1963
- Polystigma amygdalinum P.F. Cannon 1996
- Polystigma variipila Penz. i Sacc. 1930
- Polystigma xanthostroma (Penz. & Sacc.) Gola 1930
- Polystigma rubrum